# Coptops
Coptops är ett släkte av skalbaggar. Coptops ingår i familjen långhorningar.

## Dottertaxa tillCoptops, i alfabetisk ordning[1]
- Coptops aedificator
- Coptops alboirrorata
- Coptops albonotata
- Coptops andamanica
- Coptops annamensis
- Coptops annobonae
- Coptops brunnea
- Coptops cameroni
- Coptops curvatosignata
- Coptops diversesparsa
- Coptops europae
- Coptops humerosus
- Coptops hypocrita
- Coptops intermissa
- Coptops japonica
- Coptops lichenea
- Coptops liturata
- Coptops marmorea
- Coptops mindanaonis
- Coptops mourgliai
- Coptops nigropunctatus
- Coptops ocellifera
- Coptops olivacea
- Coptops pacificus
- Coptops pardalis
- Coptops pascoei
- Coptops purpureomixta
- Coptops robustipes
- Coptops rufa
- Coptops rugosicollis
- Coptops semiscalaris
- Coptops senegalensis
- Coptops similis
- Coptops szechuanica
- Coptops tetrica
- Coptops thibetanus
- Coptops undulata
- Coptops variegata
- Coptops vomicosa